# Sturmgeschütz-Brigade 189
De Sturmgeschütz-Abteilung 189 / Sturmgeschütz-Brigade 189 was tijdens de Tweede Wereldoorlog een Duitse Sturmgeschütz-eenheid van de Wehrmacht ter grootte van een afdeling, uitgerust met gemechaniseerd geschut. Deze eenheid was een zogenaamde Heerestruppe, d.w.z. niet direct toegewezen aan een divisie, maar ressorterend onder een hoger commando, zoals een legerkorps of leger.
Deze Sturmgeschütz-eenheid kwam in actie aan het oostfront gedurende zijn hele bestaan, meest in de centrale sector. De eenheid was echt een uitzondering, aangezien hij gedurende 1½ jaar organiek deel uitmaakte van de 78e Sturm-Divisie. Na de vernietiging van deze divisie met de Brigade in het Sovjet zomeroffensief 1944, werd de eenheid weer separaat opgericht, maar vrijwel meteen omgedoopt tot Panzerjäger-Abteilung en hield daarmee op als Heerestruppe.

## Krijgsgeschiedenis

### Sturmgeschütz-Abteilung 189
Sturmgeschütz-Abteilung 189 werd opgericht in Jüterbog op 10 juli 1941 met drie batterijen. Al begin augustus was de Abteilung onderweg naar Oost-Pruisen, waarop een 950 km mars begon naar Vitebsk. Daar aangekomen kwam de Abteilung onder bevel van het 40e Gemotoriseerde Korps, die de eenheid toewees als ondersteuning voor de 110e Infanteriedivisie (elk regiment een batterij). Van 19 tot 26 augustus had de Abteilung een belangrijke bijdrage tot de verovering van Velikieje Loeki. Daarna kwam de Abteilung in actie tijdens de dubbel-omsingeling Vjazma-Brjansk, de gevechten rond Kalinin en de winterslag om Rzjev.
Vanaf december 1942 werd de Abteilung toegewezen aan de 78e Sturm-Divisie, en maakte daarvan organiek deel uit. De Abteilung was daarmee geen Heerestruppe meer. Op 14 januari 1942 werd de 1e Batterij van de Sturmgeschütz-Abteilung 184 overgenomen. De eenheid bleef als deel van de 78e Sturm-Divisie in actie rond Rzjev tot februari 1943, en daarna tot juli 1943 rond Orel. Eind april 1943 werd de 3e Batterij afgegeven aan Sturmgeschütz-Abteilung 236. Vervolgens was er de terugtocht naar het gebied rond Orsja. Daar bleef de eenheid tot de zomer van 1944.
Op 10 juni 1944 werd de brigade omgedoopt in Sturmgeschütz-Brigade 189.

### Sturmgeschütz-Brigade 189
De omdoping in Sturmgeschütz-Brigade betekende echter geen organisatorische verandering, de samenstelling bleef gelijk. De 78e Sturm-Divisie kwam in juni 1944 in Operatie Bagration als deel van het 4e Leger rond Orsja al snel in de problemen en werd tot de terugtocht gedwongen. Bij gevechten voor het oversteken van de Berezina werd de divisie, en ook de Sturmgeschütz-Brigade 189, vrijwel geheel vernietigd.
Slechts restanten konden de overkant van de Berezina bereiken en deze werden op 29 juli 1944 officieel uit de 78e Sturm-Divisie gehaald en werden daarmee weer Heerestruppe. De restanten werden opgevangen en naar Burg gestuurd, op opnieuw gevormd te worden. Op 8 augustus werd het personeel naar Milau gestuurd. Alleen de 3e Batterij werd naar Theesen gestuurd en werd daar opgenomen door de zich nieuw vormende Sturmgeschütz-Brigade 244. 

### Einde
De Sturmgeschütz-Brigade 189 werd op 9 augustus 1944 in Milau omgedoopt tot Panzerjäger-Abteilung 70, maakte daarmee organiek deel uit van de 4e Cavaleriebrigade en was daarmee geen Heerestruppe meer.

## Samenstelling
- Staf
- 1e Batterij
- 2e Batterij
- 3e Batterij

## Commandanten
| Rang         | Naam                    | Begin         | Eind            |
| ------------ | ----------------------- | ------------- | --------------- |
| Hauptmann    | Ernst Heß               | 10 juli 1941  | 1942            |
| Oberleutnant | Wilhelm von Malachowski | 1942          | 1942            |
| Hauptmann    | Ernst Heß               | 1942          |                 |
| Hauptmann    | Walter Dusche           | februari 1943 | juli 1943       |
| Hauptmann    | Friedrich Domeyer       | juli 1943     | januari 1944    |
| Hauptmann    | Wilhelm Kerstein        | februari 1944 | 9 augustus 1944 |

Oberleutnant Wilhelm von Malachowski was gedurende enige tijd in 1942 de tijdelijke vervanger voor Hauptmann Heß.